# Орисик Андрій Михайлович
Орисик Андрій Михайлович (нар. 9 травня 1922, с. Вілька, Сяноцький повіт, Львівське воєводство, РП — 1998, Трускавець, Україна) — український майстер художнього різьблення по дереву та скульптор. Член Спілки художників України.
Син Михайла Орисика.
Виготовляв з дерева декоративні фігурки людей, домашніх тварин і птахів.
Серед його відомих робіт:
- царські врата у церкві м. Перемишляни
- «Ведмідь-пасічник»,
- «Дикий кабан»,
- «Качки в очереті»,
- «Чабан».